# Eadfrith di Lindisfarne

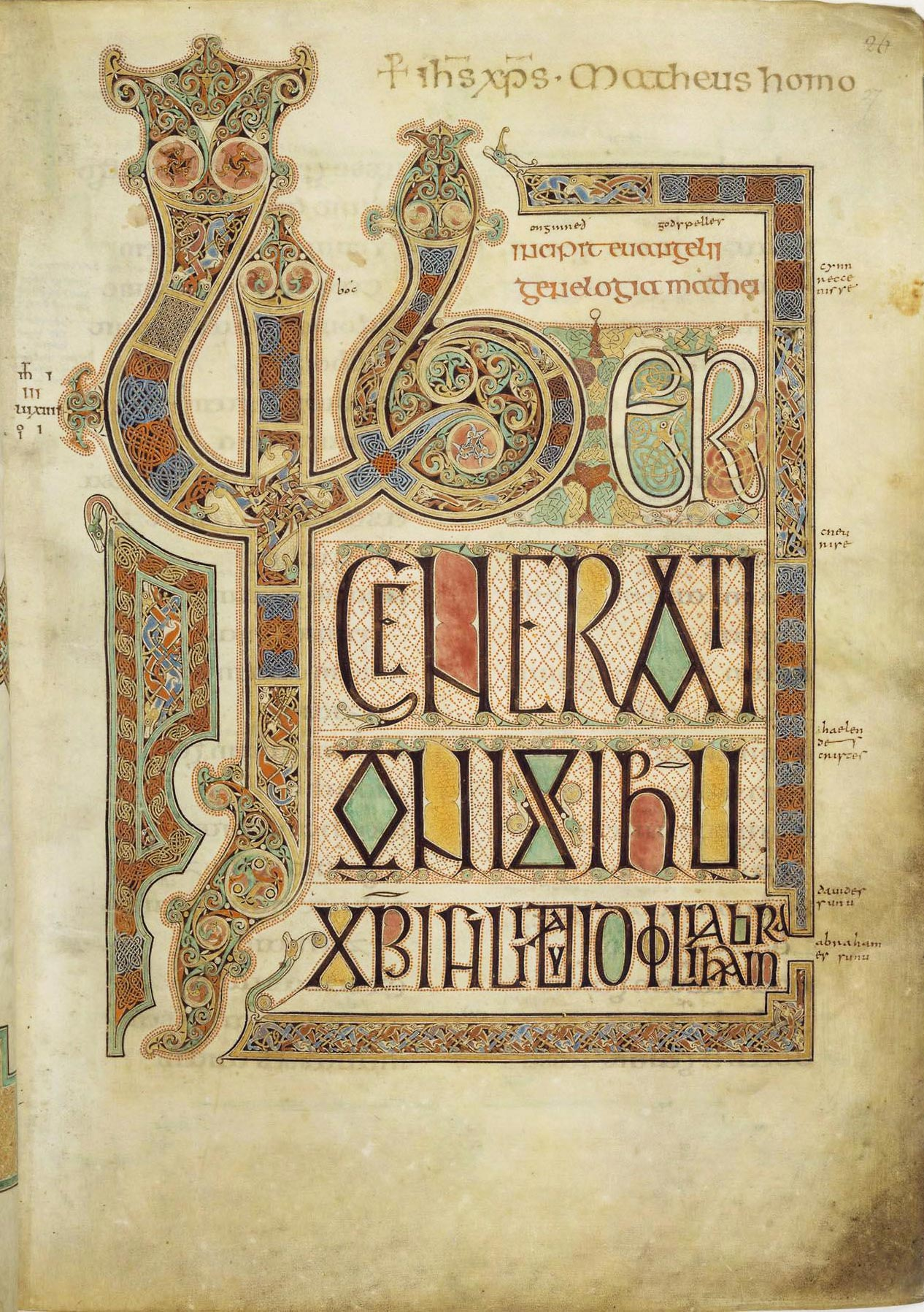
Incipit del Vangelo di Matteo dai Vangeli di Lindisfarne, un manoscritto miniato che si dice sia stato creato da Eadfrith

Eadfrith di Lindisfarne noto anche come Sant'Eadfrith (... – 721) è stato un vescovo inglese, vescovo di Lindisfarne, probabilmente dal 698 in poi.

## Biografia
Nel XII secolo si credeva che Eadfrith fosse succeduto a Eadberht e nulla nei documenti sopravvissuti contraddice questa convinzione. Lindisfarne era tra i principali siti religiosi del regno del Regno di Northumbria all'inizio dell'VIII secolo, luogo di riposo dei santi Aidan e Cuthbert. È venerato come santo nella Chiesa cattolica romana e nella Chiesa ortodossa orientale, come anche nella Comunione anglicana.
Un colophon, aggiunto ai Vangeli di Lindisfarne nel X secolo, afferma che Eadfrith era lo scriba e l'artista responsabile dell'opera. I Vangeli di Lindisfarne furono il prodotto di un unico scriba e illustratore, che lavorò a tempo pieno per un periodo di circa due anni. Per questo motivo, molti storici, che accettano che l'opera sia stata scritta da Eadfrith in persona, la datano al periodo prima che diventasse vescovo. Non tutti gli storici accettano che fosse stato lo scriba: alcuni sostengono che potrebbe aver commissionato l'opera piuttosto che crearla di persona; alcuni rifiutano l'associazione come una tradizione inaffidabile.
Testimoni contemporanei dell'episcopato di Eadberht lo ritraggono come un sostenitore del culto di Saint Cuthbert. Commissionò tre vite del Santo, la prima ad uno scrittore anonimo, scritte tra il 699 e il 705. Questa Vita anonima di San Cuthbert fu rivista, su ordine di Eadfrith, da Beda il Venerabile, intorno al 720, per produrre la vita sia in prosa che in versi.
Eadfrith supervisionò anche il restauro dell'eremo di Farne dove aveva spesso vissuto Cuthbert. È citato nel poema De abbatibus di Æthelwulf del IX secolo per aver consigliato Eanmund, primo abate di un monastero - il cui nome e posizione sono sconosciuti - fondato durante il regno di re Osred.
Quando Lindisfarne fu abbandonata, alla fine del IX secolo, i resti di Eadfrith furono tra quelli portati durante i lunghi vagabondaggi della comunità attraverso la Northumbria. Le reliquie di Saint Cuthbert, e con esse quelle di Eadfrith, trovarono infine una nuova dimora a Chester-le-Street, dove rimasero per un secolo. Nel 995 le reliquie furono traslate nella Cattedrale di Durham. Qui Eadfrith, insieme al suo predecessore Eadberht e al successore Æthelwold, viene commemorato il 4 giugno.